# طرخشقون صغير القحفة
طرخشقون صغير القحفة (باللاتينية: Taraxacum microcranum) هو نوع نباتي يتبع جنس الطرخشقون من القبيلة الشيكورية.